# Sennin Buraku
Sennin Buraku (яп. 仙人部落 сэннин бураку, «Посёлок отшельника») — манга Ко Кодзимы, которая печаталась издательством Tokuma Shoten в мужском эротическом журнале Asahi Geino. Впервые манга появилась в журнале в октябре 1956 года, и являлась самым длинным комиксом одного автора, пока не была закрыта в связи со смертью Кодзимы.

## Особенности
Действие этой романтической комедии происходит в Китае, в вымышленной деревне Тяоюань, где живут исключительно даосы-аскеты.
Наряду с элементами сатиры, в ней также содержатся достаточно непристойные (по меркам 1950-х годов) сцены.

## Адаптации
Аниме из 23-х серий, снятое по Sennin Buraku, транслировалось на телеканале Fuji TV с 4 сентября 1963 года до 23 февраля 1964 года в 11:40—11:55 часов вечера.
Это первое аниме студии Eiken, оно было сделано чёрно-белым.
Существует также художественный фильм 1961 года под названием Furyu Kokkei-tan: Sennin Buraku (яп. 風流滑稽譚 仙人部落).